# ショーブ・ヤーララガッダ
ショーブ・ヤーララガッダ（Shobu Yarlagadda、1971年3月19日 - ）は、インド系アメリカ人の映画プロデューサーで、K・ラーガヴェンドラ・ラーウの養子。アルカ・メディアワークスの設立者・CEO。国家映画賞を1回、ナンディ賞を2回、フィルムフェア賞 南インド映画部門を2回、テルストラ・ピープルズ・チョイス・アワードを1回受賞している。インド映画興行収入記録を更新した『バーフバリ 伝説誕生』『バーフバリ 王の凱旋』のプロデューサーを務めた。

## 来歴
アーンドラ・プラデーシュ州クリシュナ県グディヴァダ出身。アーンドラ大学で環境工学を学び1992年に卒業し、テキサスA&M大学に留学して農業工学を学び1995年に卒業した。卒業後はカリフォルニア州大気資源局で技術者として1年半勤務した。
2001年にプラサード・デーヴィネーニと共に映画製作会社アルカ・メディアワークスを設立する。映画業界に進出後は『Morning Raga』『Anaganaga O Dheerudu』でラインプロデューサーを務め、『Bobby』『Pandurangadu』では製作総指揮を務めた。

## フィルモグラフィ
- Bobby（2002年） - 製作総指揮
- Morning Raga（2004年） - ラインプロデューサー
- Pandurangadu（2008年） - ラインプロデューサー
- Vedam（2010年） - 製作
- あなたがいてこそ（2010年） - 製作
- Anaganaga O Dheerudu（2010年） - ラインプロデューサー
- Panjaa（2011年） - 製作
- バーフバリ 伝説誕生（2015年） - 製作
- バーフバリ 王の凱旋（2017年） - 製作

## 受賞
インディアン・フィルム・フェスティバル・メルボルン
- テルストラ・ピープルズ・チョイス・アワード：『バーフバリ 王の凱旋』[9]

国家映画賞
- 長編映画賞（英語版）：『バーフバリ 伝説誕生』[10]

ナンディ賞
- 作品賞（英語版）：『Vedam』
- 大衆長編映画賞：『あなたがいてこそ』

フィルムフェア賞 南インド映画部門
- テルグ語映画部門作品賞（英語版）：『Vedam』『バーフバリ 伝説誕生』

CineMAA賞
- 作品賞：『あなたがいてこそ』『バーフバリ 伝説誕生』